# 성검전설 3: 트라이얼즈 오브 마나
《성검전설 3: 트라이얼즈 오브 마나》(聖剣伝説3 TRIALS of MANA)는 Xeen이 개발하고 스퀘어 에닉스가 배급한 2020년 액션 롤플레잉 게임이다. 1995년에 슈퍼 패미컴으로 발매됐던 《성검전설》 시리즈의 세 번째 작품 《성검전설 3》의 3D 리메이크이다. 마이크로소프트 윈도우, 플레이스테이션 4 및 닌텐도 스위치 플랫폼으로 2020년 4월 24일 전세계에 동시로 출시됐다. 서양 지역에서는 슈퍼 패미컴판과 동일한 《트라이얼즈 오브 마나》(Trials of Mana)라는 제목으로 출시됐다.
원작과 마찬가지로 각자 고유의 이야기를 가진 6명의 주인공들이 성검을 둘러싸고 벌어지는 교차적 서사를 갖췄으며, 시작시 3명을 플레이어 캐릭터로 선택해 진행한다. 원작의 내용 이외에 엔딩 이후 플레이할 수 있는 챕터와 새로운 직업이 추가됐다.
게임 구상은 2017년 《성검전설 2》 리메이크 제작중에 처음으로 제시됐다. 서양 지역에서 슈퍼 패미컴판이 출시돼지 않아 해당 작품의 재발매를 원하는 목소리에 응해 제작이 시작됐다. 원래 원작처럼 다인용으로 즐길 수 있는 게임플레이 시스템을 유지하려 했으나 최종적으로 3D 그래픽으로 전환하면서 일인용 전용 게임으로 제작하고 그 외의 부분은 원작에 충실하게 구현됐다. 음악은 키쿠타 히로키의 지도 아래 다수의 작곡가들이 참여했다.
리메이크 제작 발표는 E3 2019에서 최초로 이뤄졌다. 2021년 2월까지 100만 장 이상의 판매고를 올리면서 스퀘어 에닉스 기대 이상의 성적을 거뒀다.

## 출시
2019년 6월 E3 행사에서 《성검전설 3: 트라이얼즈 오브 마나》가 플레이스테이션 4, 닌텐도 스위치와 마이크로소프트 윈도우로 출시된다고 발표됐다. 게임 자체는 2020년 4월 24일 전세계에 동시출시됐다.